# 뱀톱속
뱀톱속(Huperzia)은 석송과에 속하는 식물이며, 북아메리카에서는 때때로 gemma fir-mosses라고 부른다. 일부 북부 온대 종에 사용되는 일반적인 이름 firmoss는 침엽수인 전나무(Abies)의 가지와 표면적으로 유사함을 나타낸다. 2020년 현재, 속의 두 가지 매우 다른 경계가 사용되었고, 아과의 대부분의 종은 뱀톱아과에 속한다. 백두다람쥐꼬리에는 약 25종이 남아 있지만 모든 것이 공식적으로 다른 속으로 옮겨진 것은 아니다.

## 형태
이 속의 포자체는 일반적으로 직립하고 단면이 둥근 가지가 없는 새싹을 가지고 있다. 가로 줄기는 없으며, 잎은 뚜렷한 줄을 이루지 않고 일반적으로 다소 피침형이다. 포자낭은 신장 모양(reniform)으로 잎의 밑부분에서 변형되지 않거나 축소되며, 뿌리는 싹의 꼭대기 부근에서 생성되고 줄기의 피질 내부로 아래로 이동하여 토양 수준에서 나온다. 가지가 없는 배우자 식물은 광합성이 아니라 지하에 있으며 균근을 형성한다.